# VAX-11

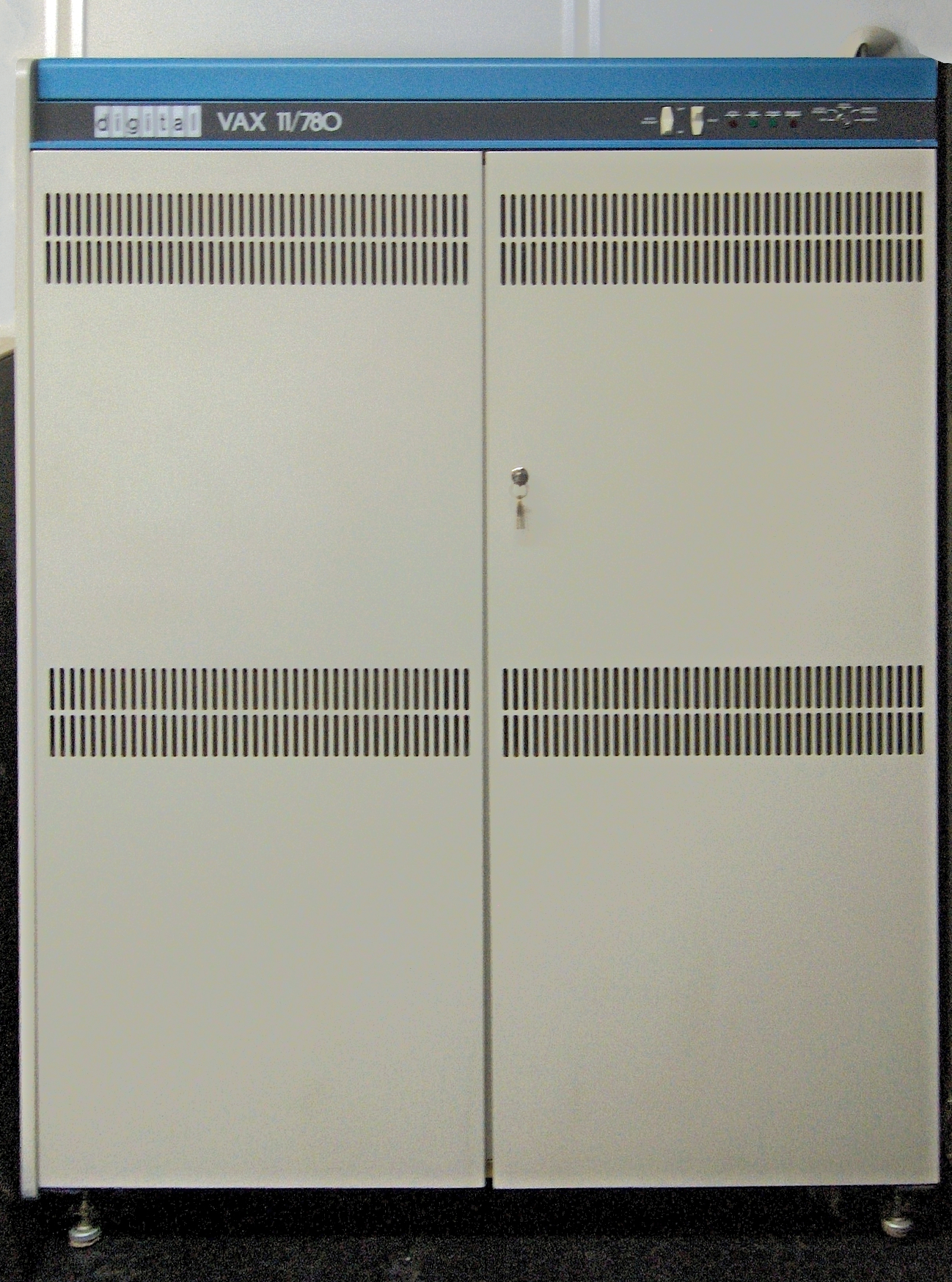
Un VAX-11/780

La VAX-11 è una famiglia di superminicomputer a 32-bit dismessi, in grado di eseguire l'insieme di istruzioni macchina Virtual Address eXtension (VAX), sviluppati e progettati a partire dal 1976 da Digital Equipment Corporation (DEC). Oltre ad essere potenti di per sé, queste macchine offrivano anche la possibilità aggiuntiva di eseguire il codice PDP-11 in user mode (quindi il -11 in VAX-11), rendendo disponibile la compatibilità verso i nuovi modelli.
Il primo esemplare fu il VAX-11/780, annunciato nell'ottobre del 1977. I concorrenti nell'ambito dei minicomputer, come Data General e Hewlett-Packard, non furono in grado di rispondere con successo all'introduzione e al rapido aggiornamento del design VAX. DEC creò poi modelli sempre più economici, come i 11/750, 11/730 e 11/725 nel 1982. Esemplari più potenti, inizialmente noti come VAX-11/790 e VAX-11 /795, furono invece ribattezzate serie VAX 8600.
La linea VAX-11 venne abbandonata nel 1988, soppiantata dalla famiglia MicroVAX per la fascia bassa e dalla famiglia VAX 8000 per quella alta. Il VAX-11/780 è storicamente uno dei computer di maggior successo e uno dei più studiati nella storia.

## VAX-11/780
Il VAX-11/780, noto con il nome in codice "Star", venne presentato il 25 ottobre 1977 all'assemblea annuale degli azionisti del DEC. Fu il primo computer ad implementare la tecnologia VAX. La CPU KA780 è costruita con strumenti a transistor-transistor logic (TTL) Schottky e aveva un tempo di ciclo di 200 ns (5 MHz) e una cache di 2 KB. Memoria e I/O erano accessibili via Synchronous Backplane Interconnect (SBI).
La macchina aveva una memoria di 8MB attraverso uno o due controller di memoria MS780-C, ognuno in grado di sopportare dai 128KB ai 4MB di memoria. Il successivo MS780-E supportava tra i 4MB e i 64MB di memoria, permettendo al VAX-11/780 di arrivare ai 128MB di memoria. Il KA780 ha uno spazio di indirizzi fisici a 29 bit, che gli consente di indirizzare un massimo teorico di 512MB di memoria. Questa è costituita da chip RAM a semiconduttore di ossido di metallo (MOS) da 4 o 16 kbit montati su schede di array di memoria. Ciascun controller di memoria gestisce fino a 16 schede array. La memoria è protetta da un codice di correzione degli errori (ECC).
Il VAX-11/780 usa l'Unibus e il Massbus per I/O. Unibus viene utilizzato per collegare periferiche a bassa velocità come terminali e stampanti, mentre Massbus per unità disco e nastro ad alta velocità. Entrambi i bus sono forniti di adattatori che li interfacciano all'SBI. Tutti i sistemi sono dotati di un Unibus di serie, con un supporto massimo di quattro. Massbus è opzionale e anch'esso ha il limite a quattro. Il macchinario è in grado di supportare anche il Computer Interconnect (CI), una rete proprietaria per collegare unità disco e condividerle potenzialmente con altri computer VAX. Questa funzione può connettere computer VAX in un VMScluster.
Digital usò la performance del VAX-11/780 come punto di riferimento per tutti i modelli successivi. Essa divenne nota come 1 VAX Unit of Performance (o 1.0 VUP). Altri modelli VAX sono classificati come un suo; ad esempio, un 2.0 VUP VAX è due volte più veloce del VAX-11/780.

### VAX-11/782
Il VAX-11/782, nome in codice "Atlas", è un VAX-11/780 a doppio processore introdotto nel 1982. Entrambi i processori condividono lo stesso bus di memoria multiporta MA780. Il sistema funziona in modo asimmetrico: la CPU principale che esegue tutte le operazioni di I/O, mentre la seconda si occupa della pianificazione dei processi ed è impiegata solo per un lavoro ad alta intensità di calcolo mainstream, per il quale la macchina offre prestazioni fino a 1,8 volte superiori a un VAX 11/780.

### VAX-11/784
Il VAX-11/784, nome in codice "VAXimus", è una rara variante a quattro processori del VAX-11/780. Simile al VAX-11/782, è un sistema multiprocessing asimmetrico, con tutti e quattro i processori KA780 che condividono lo stesso bus di memoria multiporta MA780. Le sue prestazioni sono valutate come 3,5 VUP.

### VAX-11/785
Il VAX-11/785, "Superstar", venne introdotto nell'aprile del 1984. La sua CPU KA785 CPU è essenzialmente una più veloce KA780, con un tempo di ciclo pari a 133 ns (7.52 MHz), contro i 200 ns (5 MHz) della KA780; ciò le conferisce una valutazione di 1.5 VUP. Il tempo di ciclo così ottenuto fu possibile attraverso l'applicazione della logica Fairchild Advanced Schottky TTL (FAST).

### VAX-11/787
Il VAX-11/787 è una possibile variante a doppio processore del VAX-11/785, di cui non si sa tuttavia l'effettiva messa in produzione.

## VAX-11/750

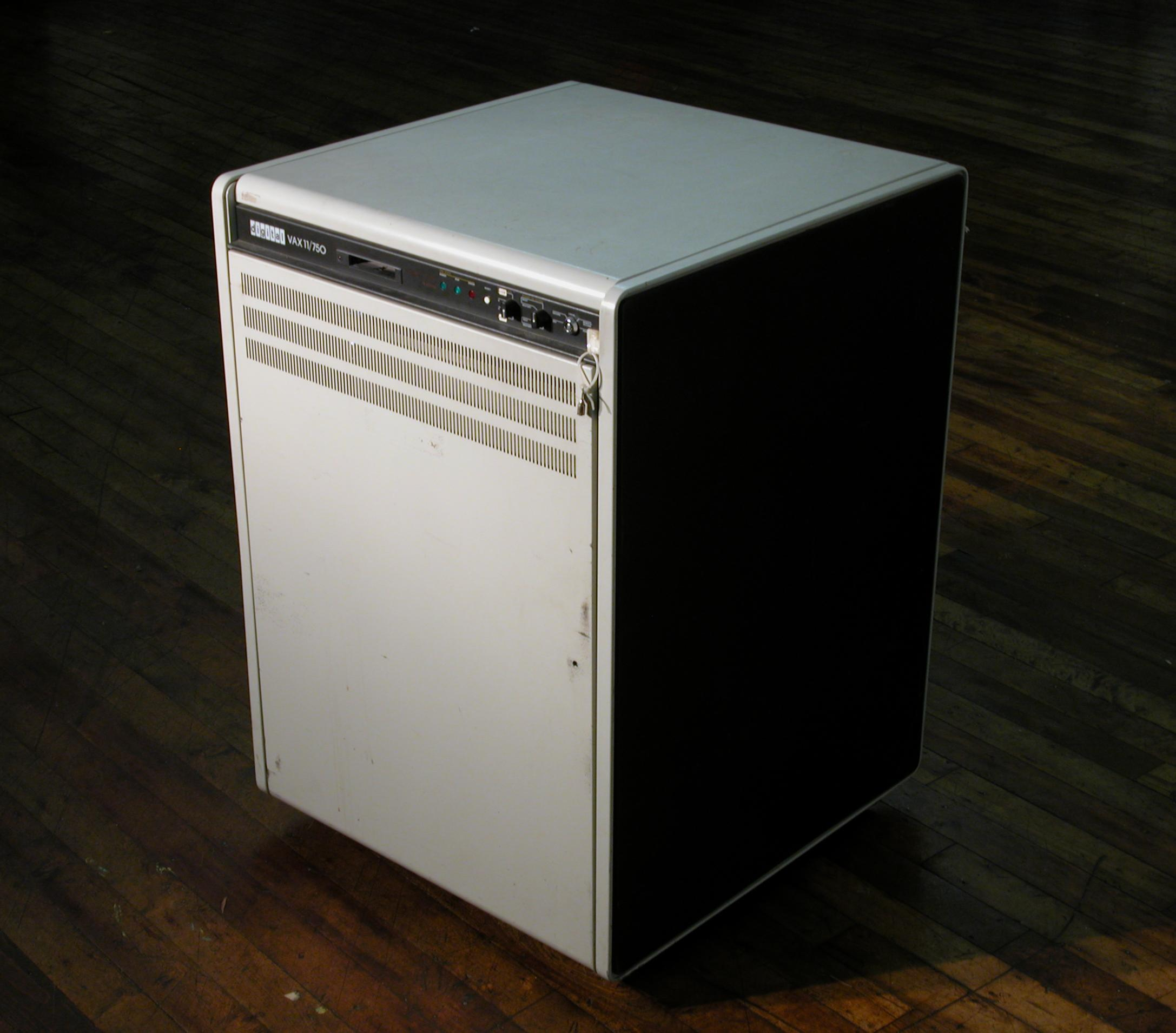
VAX-11/750

Il VAX-11/750, noto con il nome in codice "Comet", è una macchina più compatta e meno performante, costituita da un'implementazione dell'architettura VAX basata su un gate array bipolare, introdotta nell'ottobre 1980. L'uso del gate array permette un risparmio di potenza e permette una maggiore affidabilità rispetto al VAX-11/780. La CPU KA750 ha un tempo di ciclo di 320 ns (3.125 MHz) ed è di categoria VUP 0.6. Il sistema è in grado di sopportare fino a 2MB con un controller di memoria L0011, e fino a 8MB con un L0016, o a 14MB con un L0022.

### VAX-11/751

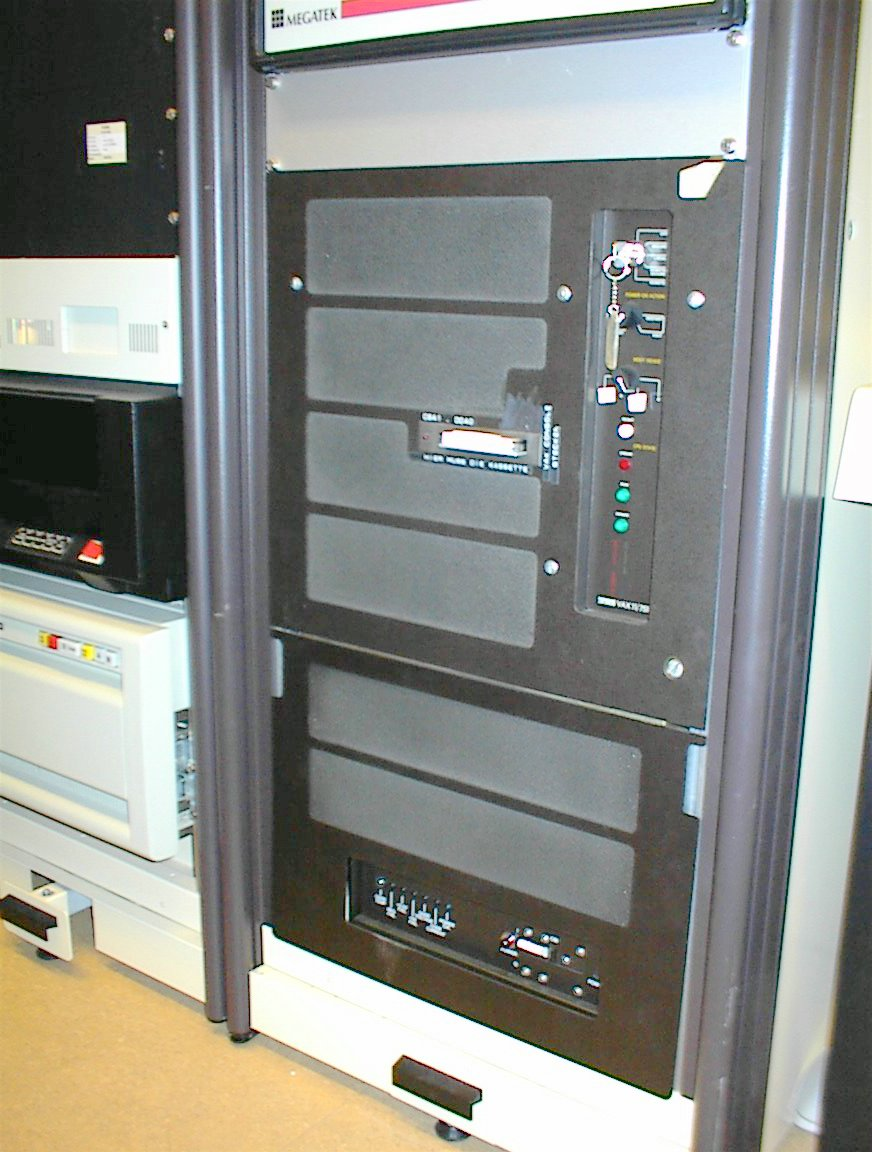
VAX-11/751

Un robusto VAX-11/750 montato su uno scaffale.

## VAX-11/730
Presentato nell'aprile del 1982, il VAX-11/730, nome in codice "Nebula", è un'implementazione dell'architettura VAX ancora più compatta e meno performante, contenente chip AMD Am2900 per la CPU. La CPU KA730 ha un tempo di ciclo di 270 ns (3.70 MHz) e una valutazione VUP di 0.3. Supporta 5MB di memoria.

### VAX-11/725
Il VAX-11/725, nome in codice "LCN" ("Low-Cost Nebula"), è la versione economica del VAX-11/730. Sfrutta la stessa CPU KA730, che però è alloggiata in un involucro più compatto progettato per ridurre il rumore e il calore ("55 dB" e "575 W (max.)"), rendendo la macchina più adatta all'ambiente da ufficio. Supporta fino a 3MB di memoria.

## VAX-11/790 e VAX-11/795
VAX-11/790 e VAX-11/795 sono i nomi originali del VAX 8600 e del VAX 8650.

## Macchine rimanenti

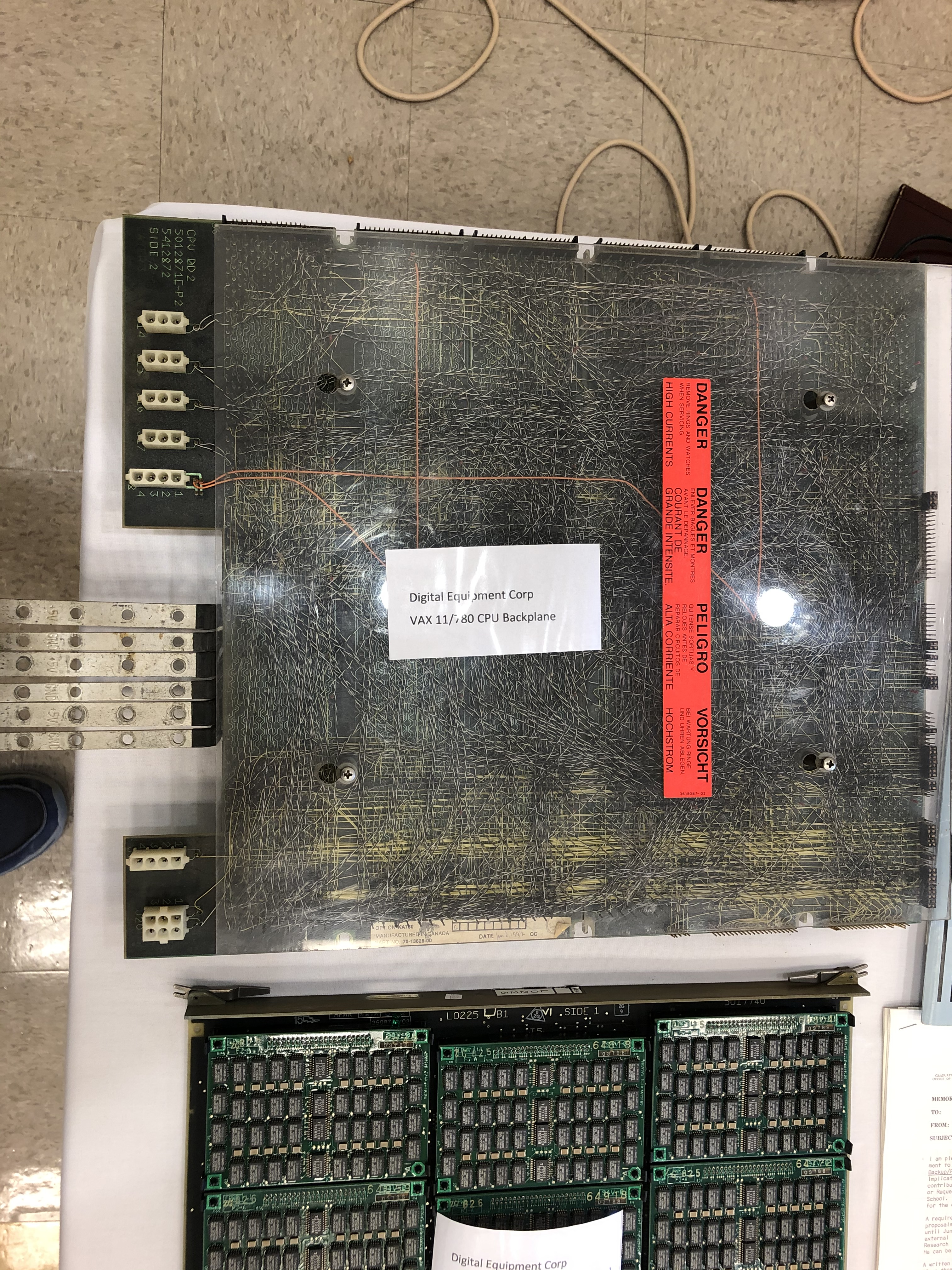
Il backplane della CPU del VAX-11/780

- Il Living Computer Museum di Seattle, ha un VAX-11/780-5 (la versione aggiornata del VAX-11/780) in grado di supportare l'OpenVMS 7.3.
- Il Computer History Museum di Mountain View conserva tre sistemi VAX-11/780, un VAX-11/725, un VAX-11/730 e un VAX-11/750.[21]
- Il RECHENWERK Computer & Technikmuseum Halle di Halle ha un VAX-11/730 e un raro esemplare di Robotron K 1840, ovvero un clone del VAX-11/780 prodotto nella Germania Est.
- L'associazione di retrocomputing Verde Binario conserva un VAX-11/780 al quale ha dedicato un calendario.[22]
- Il Large Scale Systems Museum di New Kensington ha in mostra un VAX-11/780.[23]
- La Luddy School of Informatics, Computing, and Engineering a Bloomington conserva un esemplare di VAX-11/780.